# スタートレーダー
『スタートレーダー』 (STAR TRADER) は、1989年に日本ファルコムから発売されたPC-8800用シューティングゲーム。

## 概要
シューティングゲームにアドベンチャーゲームとRPGの要素を加えた意欲作。開発にはイースシリーズの山根ともおや、クリスタルソフトで『夢幻の心臓』などを手がけた富一成、現モノリスソフト取締役で『ゼノサーガシリーズ』の高橋哲哉などが携わっている。
発想は面白いとの評判であったが、PC-8800シリーズにはスプライト機能が無く、肝心のシューティング部分の難易度に対し動きのスムースさに欠けゲームバランスが悪いと批評され、評価はあまり高くなかった。PC-9800シリーズへも移植されたが、ほぼ同内容であり評価も同様である。
その後、ブラザー工業を販売元としてソフトベンダーTAKERUでX68000版も発売されている。開発元はM.N.M Software(現マインドウェア)で、シューティングゲームシーンをフィーチャーしたものなっている。アドベンチャーパートはヴィジュアルシーンとして原作のダイジェストのような形で挿入され選択肢も削除された。それらの要素がゲーム進行そのものに関与することがなくなったため、人工知能であるアダリー始め、各キャラクターの影は薄いものとなった。またBGMも大幅に変更され、原作にあった曲はサウンドトラック上の曲名で、「出撃」「MOON SCAPE」とされる二曲のみであり、YM2151のステレオ8音出力とADPCMによるドラムスパート追加アレンジに加え、いくつかのフレーズが追加されている。それ以外の曲については、多くの曲を与猶啓至、ヴィジュアルシーンなどいくつかの曲は初芝弘也、丸山武志によって手がけられた。システム的には、既述の様にオーソドックスなシューティングゲームとして再構成されているものの、シューティングゲームとしてはスコアなどが無く難易度が低めに設定されていることもありやりこむ要素が無く、処理落ちを起こすなど、技術的にも同時期の他の同種製品と比べ質が高いとは言いがたい出来となっている。
2024年8月22日より、『EGGコンソール スタートレーダー PC-8801mkIISR』のタイトルでPC-8801mkIISR版がNintendo Switchで配信開始。

## ストーリー
エースストライカー・カインの異名を持つスタートレーダー（恒星間の運搬屋）のカイン。密輸や非合法の運送を生業とし、いつも危険と隣り合わせのカインのもとに少女・レフィがとある依頼を持ってくるところから物語は始まる……。

## オリジナル版ゲーム開発スタッフ
- 原案：山根ともお
- プログラム：富一成
- 脚本：竹林令子
- 美術：山根ともお・松尾隆美・高橋哲哉
- 音楽：J.D.K.
- 音響：石川三恵子
- 進行：立川敏男
- 制作：加藤正幸
- 協力：井上忠信・木屋善夫・桶谷正剛・大浦孝浩・畠山孝一・五十嵐哲也・金井静夫・富樫克美・佐藤善美・小野郁・横田幸次・川原菜穂子・西村紀代子・ファルコム・クリエイティブオフィス